# 16044 Kurtbachmann
A 16044 Kurtbachmann (ideiglenes jelöléssel 1999 GW24) a Naprendszer kisbolygóövében található aszteroida. A LINEAR projekt keretében fedezték fel 1999. április 6-án.